# Championnat National Intégral 2024-2025
Il Championnat National Intégral 2024-2025 è la 40ª edizione della massima divisione del campionato ciadiano di calcio. Il campionato è iniziato il 18 ottobre 2024 ed è terminato il 25 aprile 2025.
L'Elect Sport N'Djamena ha vinto il campionato per l'ottava volta.

## Stagione

### Formula
Le 14 squadre partecipanti giocano un girone all'italiana con partite di andata e ritorno, per un totale di 26 giornate. Al termine della stagione, la prima classificata è campione del Ciad e si qualifica per la CAF Champions League 2025-2026, mentre la seconda classificata si qualifica per la Coppa della Confederazione CAF 2025-2026. Le ultime due classificate vengono invece retrocesse in seconda divisione.

## Classifica
|                 | Pos. | Squadra               | Pt | G  | V  | N  | P  | GF | GS | DR  |
| --------------- | ---- | --------------------- | -- | -- | -- | -- | -- | -- | -- | --- |
| Ciad (bandiera) | 1.   | Elect Sport N'Djamena | 60 | 26 | 19 | 3  | 4  | 46 | 18 | +28 |
|                 | 2.   | Aiglons               | 58 | 26 | 17 | 7  | 2  | 46 | 14 | +32 |
|                 | 3.   | AS PSI                | 47 | 26 | 13 | 8  | 5  | 33 | 22 | +11 |
|                 | 4.   | Foullah Edifice       | 45 | 26 | 12 | 9  | 5  | 42 | 23 | +19 |
|                 | 5.   | Renaissance           | 40 | 26 | 10 | 10 | 6  | 26 | 24 | +2  |
|                 | 6.   | Algoy                 | 35 | 26 | 9  | 8  | 9  | 28 | 30 | -2  |
|                 | 7.   | Emat                  | 33 | 26 | 8  | 9  | 9  | 29 | 31 | -2  |
|                 | 8.   | Stars J. Talents      | 32 | 26 | 9  | 5  | 12 | 35 | 42 | -7  |
|                 | 9.   | Galactik              | 30 | 26 | 8  | 6  | 12 | 23 | 32 | -9  |
|                 | 10.  | AS Coton Chad         | 30 | 26 | 8  | 6  | 12 | 27 | 40 | -13 |
|                 | 11.  | As Dgssie             | 29 | 26 | 7  | 8  | 11 | 29 | 38 | -9  |
|                 | 12.  | Gazelle               | 25 | 26 | 7  | 4  | 15 | 28 | 35 | -7  |
|                 | 13.  | Yves                  | 23 | 26 | 5  | 8  | 13 | 25 | 39 | -14 |
|                 | 14.  | Tourbillon            | 10 | 26 | 1  | 7  | 18 | 15 | 44 | -29 |

Legenda
      Campione del Ciad e ammessa alla CAF Champions League 2025-2026.
      Ammessa alla Coppa della Confederazione CAF 2025-2026.
      Retrocessa in Seconda divisione 2025-2026.
Note:
Tre punti a vittoria, uno a pareggio, zero a sconfitta.